# Alexander de Insula

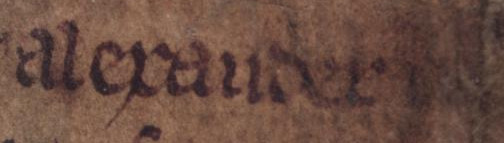
Mittelalterliches Manuskript, das vom Tod von Alexander 1318 in Irland berichtet

Alexander de Insula (eigentlich Alexander Macdonald, auch Alexander Og; † nach 14. Oktober 1318) war ein schottischer Adliger. Über sein Leben ist wenig bekannt.
Alexander entstammte der Familie Macdonald, doch seine genaue Herkunft ist unbekannt. Er war möglicherweise der Sohn von Alexander Macdonald, Lord of Islay und wurde zur Unterscheidung von seinem Vater Alexander Og (schottisch-gälisch der Jüngere) genannt. Beim Tod seines Vaters 1299 war er noch zu jung, um das Erbe zu übernehmen, so dass Angus Og, ein jüngerer Bruder seines Vaters, die Herrschaft übernahm. Möglicherweise war er aber auch ein weiterer Bruder oder ein Sohn von Angus Og. Nach anderen Angaben war Alexander ein Neffe von Donald of Islay, dessen Verwandtschaftsverhältnis zu Alexanders Vater ebenfalls ungeklärt ist. 1308 erhielt ein Alexander de Insula von König Robert Bruce die Inseln Mull und Tiree zugesprochen, die zuvor im Besitz von Alexander Macdougall, Lord of Argyll gewesen waren. Alexander de Insula war vermutlich der Alexander Macdonald, der während des Kriegs der Bruce in Irland kurz nach der verlorenen Schlacht bei Faughart zusammen mit einem Sohn des irischen Häuptlings Domhnaill O'Neills im Kampf gegen Aed O'Domhnaill, einem weiteren irischen Häuptling fiel.
Alexander hatte mehrere Söhne. Nach seinem frühen Tod kam es aber zwischen den rivalisierenden Lords auf den Hebriden zu neuen Kämpfen. Die Söhne von Alexander de Insula konnten sich dabei nicht gegen ihren Cousin John Macdonald, Lord of Islay, behaupten. Sie mussten ins Exil gehen und kämpften als Söldner im nordirischen Ulster.